# Максимальное потребление кислорода
Максимальное потребление кислорода (МПК) (англ. VO2 max — maximal oxygen consumption) — наибольшее количество кислорода, выраженное в миллилитрах, которое человек способен потреблять в течение 1 минуты. Является критерием аэробной мощности. Считается, что именно МПК является фактором, влияющим и лимитирующим работоспособность в циклических видах спорта.

## История
Британский физиолог Арчибальд Хилл впервые представил концепцию максимального поглощения кислорода и кислородного долга в 1922 году. Хилл и немецкий врач Отто Мейерхоф разделили Нобелевскую премию по физиологии и медицине 1922 года за работы, связанные с мышечным метаболизмом. Основываясь на этих работах, ученые начали измерять потребление кислорода во время тренировок. Заметный вклад внесли Генри Тейлор в Университете Миннесоты, скандинавские ученые Пер-Олоф Астранд и Бенгт Салтин в 1950-х и 1960-х годах, Гарвардская лаборатория исследования усталости, немецкие университеты, Копенгагенский центр исследования мышц и др.

## Связь с сердечно-сосудистыми заболеваниями и продолжительностью жизни
VO2 max широко используется в качестве оценки функциональных показателей кардиореспираторной системы. В 2016 году Американская кардиологическая ассоциация (American Heart Association, AHA) опубликовала заявление с рекомендацией регулярно оценивать кардиореспираторную пригодность (cardiorespiratory fitness — CRF), количественно измеряемую как VO2 max, и использовать ее в качестве клинического показателя жизнедеятельности. Это утверждение было основано на растущих доказательствах того, что более низкий уровень физической подготовки связан с высоким риском сердечно-сосудистых заболеваний и смертности от всех причин и уровнями смертности от различных видов рака. В дополнение к оценке риска, в рекомендации AHA указывается пригодность VO2 max для назначения физических упражнений, консультирования по физической активности и общего ведения пациента.

## Единица измерения
МПК выражается либо как абсолютная скорость в (например) литрах кислорода в минуту (л/мин), либо как относительная скорость в (например) миллилитрах кислорода на килограмм массы тела в минуту (например, мл / ( кг · мин)). Последнее выражение часто используется для сравнения показателей выносливости у спортсменов.

## Измерение
Точное измерение МПК происходит при достаточной по продолжительности и интенсивности физической нагрузке, для полного задействовании аэробной энергетической системы. В общем клиническом и спортивном тестировании включают в себя поэтапный тест на нагрузку (на беговой дорожке или на велоэргометре), в котором интенсивность упражнений постепенно увеличивается, при этом измеряются:
- вентиляция
- концентрация кислорода и углекислого газа во вдыхаемом и выдыхаемом воздухе.

Максимум VO2 достигается, когда потребление кислорода остается постоянным, несмотря на увеличение рабочей нагрузки.

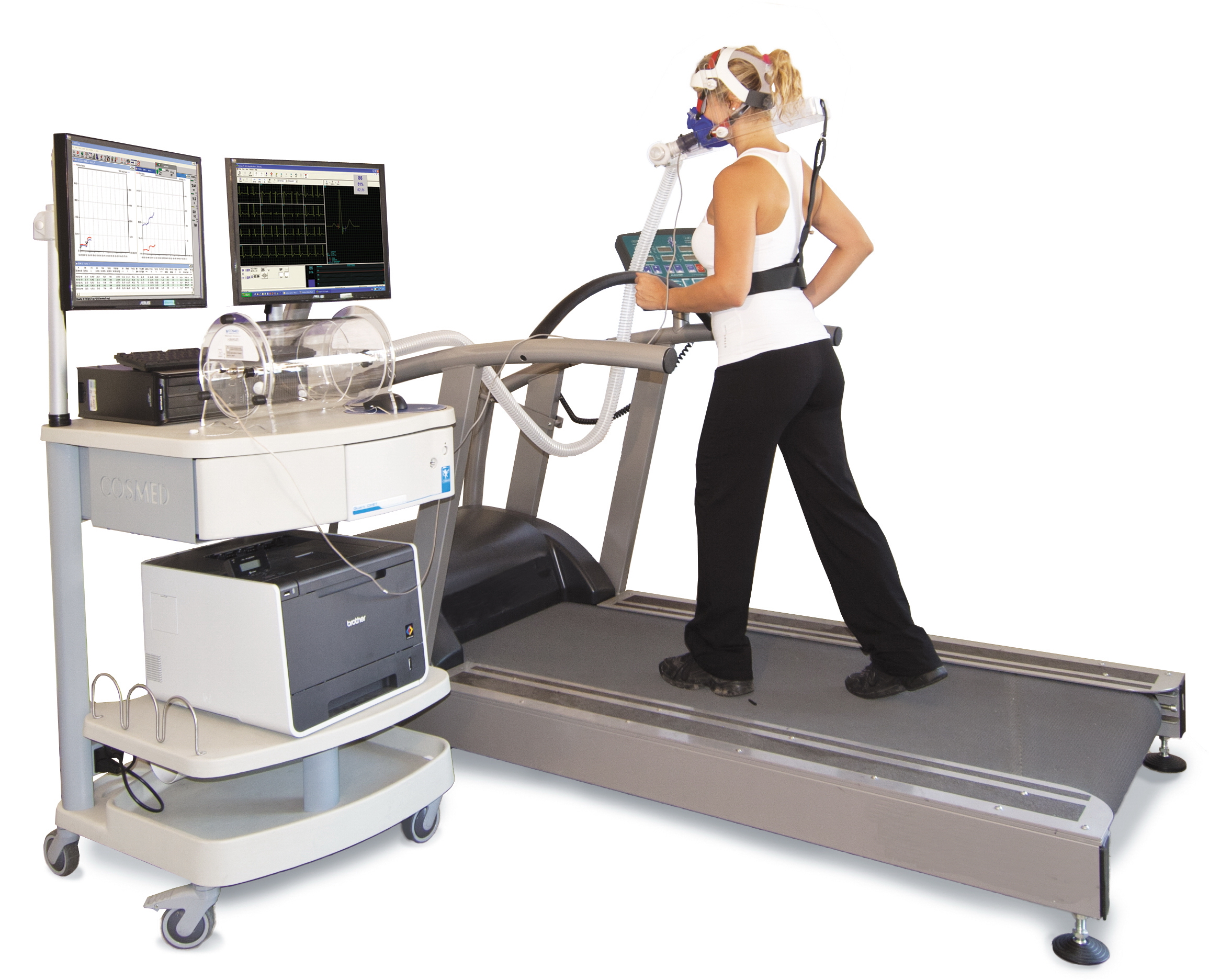
Измерение МПК

## Уровни физического состояния
| Уровень физического состояния | Уровень физического состояния | Величина МПК (мл/мин/кг) | Величина МПК (мл/мин/кг) | Величина МПК (мл/мин/кг) | Величина МПК (мл/мин/кг) | Величина МПК (мл/мин/кг) |
| Уровень физического состояния | Уровень физического состояния | Возраст (лет)            |                          |                          |                          |                          |
| Уровень физического состояния | Уровень физического состояния | 20—29                    | 30—39                    | 40—49                    | 50—59                    | 60—69                    |
| 1. Низкий                     | 1 2 3                         | 38 25 32                 | 34 25 30                 | 30 25 27                 | 25 25 23                 | 21 - 20                  |
| 2. Ниже среднего              | 1 2 3                         | 39—43 25—33 32—37        | 35—37 25—30 30—35        | 31—35 25—26 27—31        | 26—31 26 23—28           | 22—26 - 20—26            |
| 3. Средний                    | 1 2 3                         | 44—51 34—42 38—44        | 40—47 30—39 36—42        | 36—43 26—35 32—39        | 32—39 25—33 29—36        | 27—35 - 27—32            |
| 4. Выше среднего              | 1 2 3                         | 52—56 42—51 45—52        | 48—51 39—48 43—50        | 44—47 35—45 40—47        | 40—43 34—43 37—45        | 36—39 - 33—43            |
| 5. Высокий                    | 1 2 3                         | 57 52                    | 52 48 50                 | 48 45 47                 | 44 43 45                 | 40 - 43                  |

Примечание: Оценки МПК согласно различным исследованиям: 1 — Астранд, 1970; 2 — Купер, 1979; 3 — В. Л. Карпман, 1988.

## Спортсмены с высоким МПК
Мужчины:
| Имя                  | Вид спорта                    | МПК  |
| Оскар Свендсен       | Велоспорт                     | 97,5 |
| Эспен Харальд Бьерке | Лыжные гонки                  | 96,0 |
| Бьёрн Дели           | Лыжные гонки                  | 96,0 |
| Курт Асле Арвисен    | Велогонки                     | 93,0 |
| Грег Лемонд          | Велогонки                     | 92,5 |
| Мэтт Карпентер       | Бег                           | 92,0 |
| Торе Рууд Ховстад    | Лыжные гонки                  | 92,0 |
| Гунде Сван           | Лыжные гонки                  | 91,0 |
| Харри Кирвесниеми    | Лыжные гонки                  | 91,0 |
| Килиан Джорнет       | Бег на сверхдлинные дистанции | 89,5 |
| Мигель Индурайн      | Велогонки                     | 88,0 |
| Андерс Окланд        | Лыжные гонки                  | 88,0 |
| Мариус Баккен        | Бег                           | 87,4 |
| Джон Андерс Гаустад  | Лыжные гонки                  | 87,0 |
| Эдвард Боассон Хаген | Велогонки                     | 86,4 |
| Тор Хушовд           | Велогонки                     | 86,0 |
| Уле-Эйнар Бьорндален | Биатлон                       | 86,0 |
| Дейвид Бэдфорд       | Бег                           | 85,0 |
| Джон Нгуги           | Бег                           | 85,0 |
| Крис Фрум            | Велогонки                     | 84,6 |
| Стив Префонтейн      | Бег                           | 84,4 |
| Лэнс Армстронг       | Велогонки                     | 84,0 |
| Марк Валтерс         | Велогонки                     | 83,5 |
| Йенс Арне Свартедаль | Лыжные гонки                  | 83,0 |
| Гэрри Таттл          | Бег                           | 82,7 |
| Кипчого Кейно        | Бег                           | 82,0 |
| Крейг Вирджин        | Бег                           | 81,1 |
| Джим Райан           | Бег                           | 81,0 |
| Стивен Скотт         | Бег                           | 80,1 |

Женщины:
| Имя                | Вид спорта   | МПК  |
| Джоан Бенуа        | Бег          | 78,6 |
| Бенте Скари        | Лыжные гонки | 76,6 |
| Флавия Оливейра    | Велогонки    | 76,0 |
| Шарлот Калла       | Лыжные гонки | 74,0 |
| Марит Бьорген      | Лыжные гонки | 72,0 |
| Тойни Рёнлунд      | Лыжные гонки | 72,0 |
| Ингрид Кристиансен | Бег          | 71,2 |
| Роза Мота          | Бег          | 67,2 |